# Söderbio

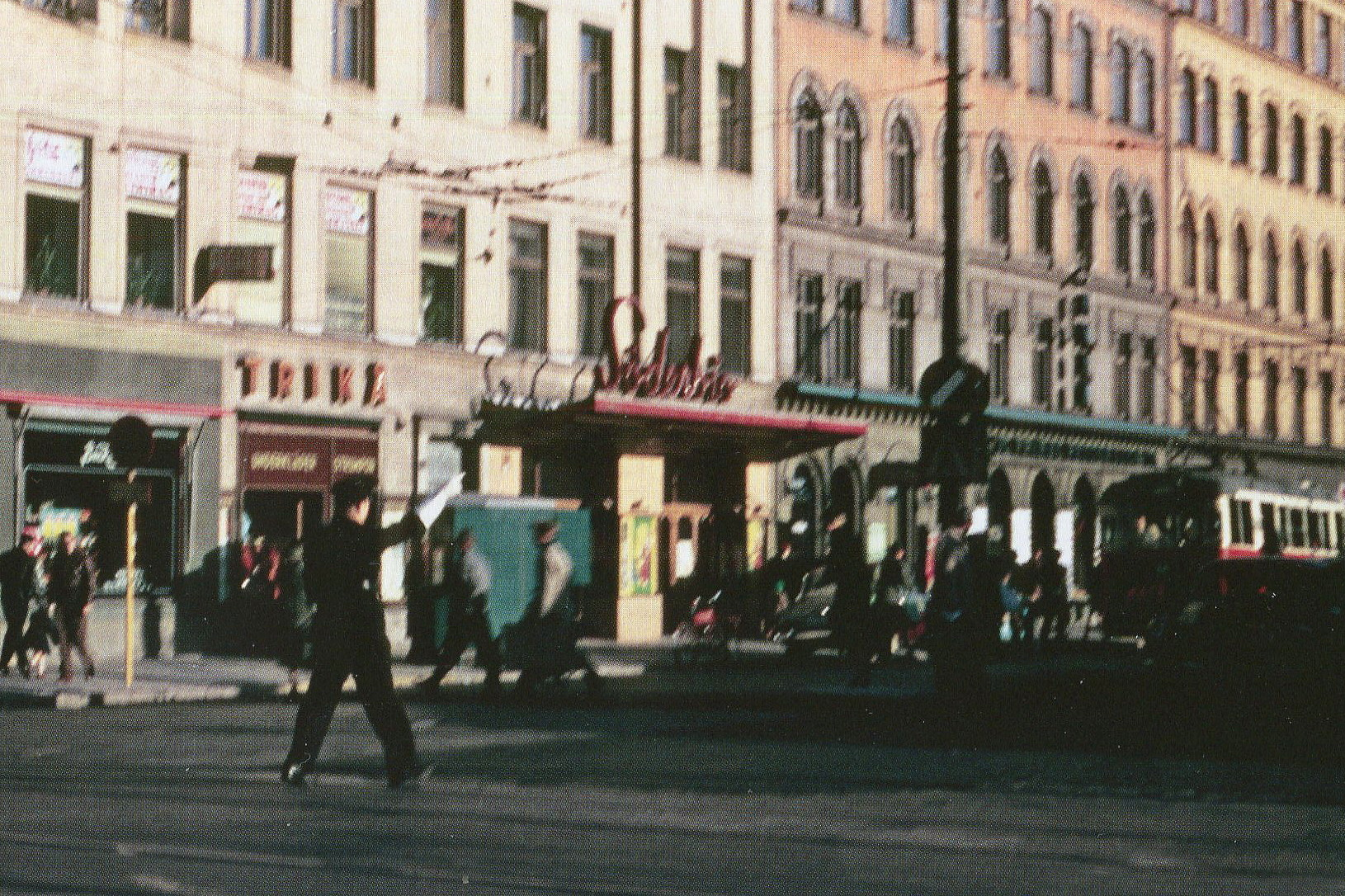
Söderbio på 1960-talet.

Söderbio var en biograf vid Götgatan 73 på Södermalm i Stockholm. Biografen öppnade 1941 och stängde 1984, därefter flyttade Boulevardteatern in.

## Historik

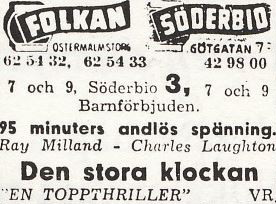
20 november 1948.

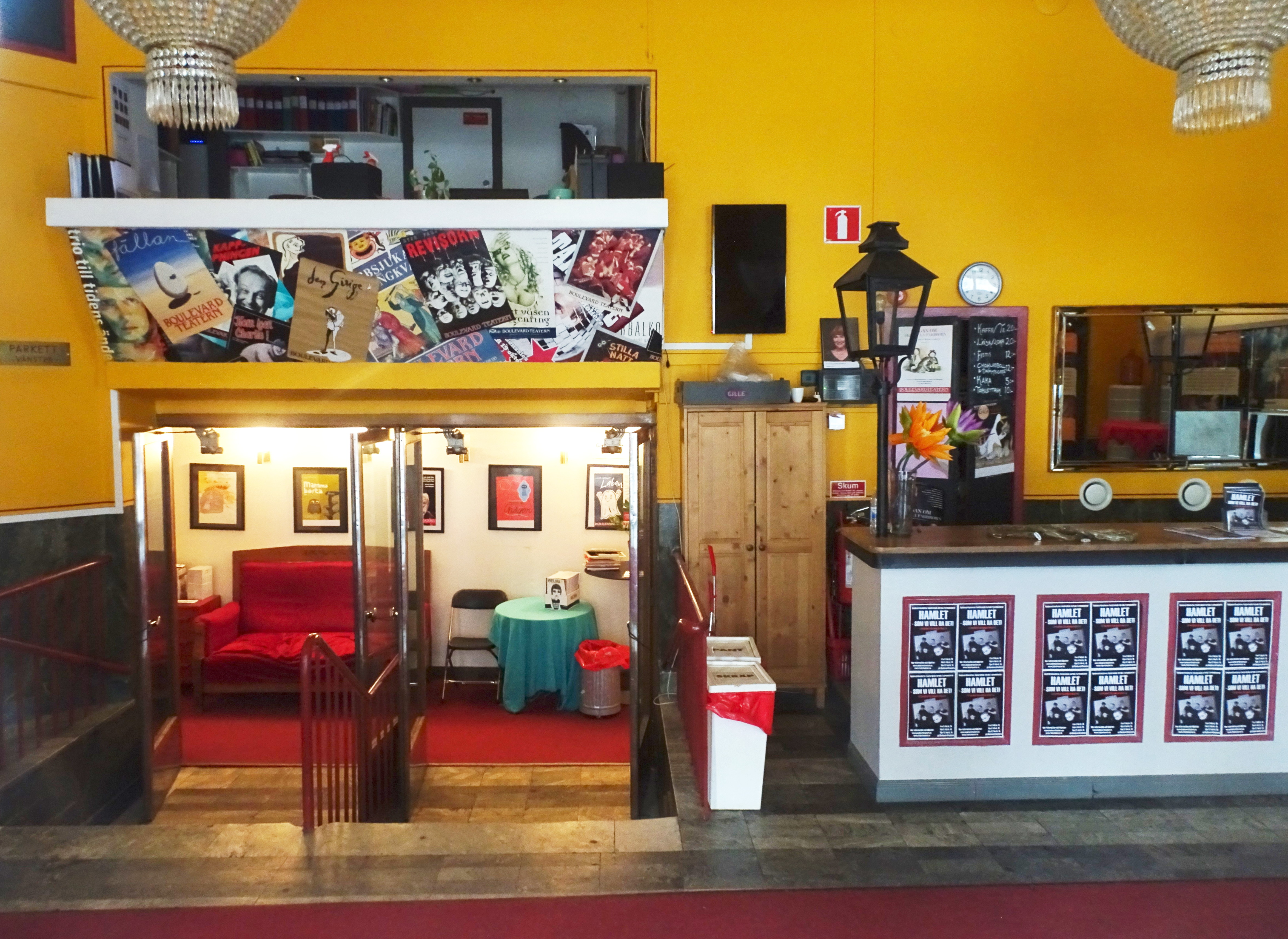
Boulevardteaterns foajé, 2017.

Hörnhuset i kvarteret Pyramiden vid Götgatan 73 uppfördes redan 1888, men i samband med en omfattande om- och tillbyggnad 1941, bland annat inåt bakgården, skapades en biografsalong med tillhörande publika utrymmen mot gatan. Ansvarig arkitekt var Helge Widlund. Salongen hade 518 platser varav 130 på balkongen. Fåtöljerna var klädda med rött tyg. Foajéns väggar pryddes av stora speglar inom teakramar. Över entrén anordnades en smal, uppåtriktad baldakin med biografens namn i neonskrift ovanpå. 
Söderbio var en typisk stadsdelsbiograf som drevs av Europafilm. Vid invigningen den 16 mars 1942 visades filmen Snapphanar där huvudrollinhavaren, Edvard Persson, var själv närvarande. 1967 moderniserades Söderbio och kallades därefter för Nya Söderbio. 1984 övertogs både Europafilm och biografen av Svensk Filmindustri som strax därefter lade ner verksamheten för Nya Söderbio. Efter en mindre ombyggnad till teaterlokal flyttade Boulevardteatern in som öppnade i januari 1985.